# Parafia św. Mikołaja w Kaliszu
Parafia Świętego Mikołaja w Kaliszu – rzymskokatolicka  parafia w dekanacie Kalisz I. Erygowana w roku 1258. Mieści się przy ulicy Kanonickiej.